# María Helguera
María Helguera és una artista que va néixer a l'Argentina l'any 1943. És una artista que treballa amb tota mena de materials i tècniques. La seva carrera s'ha desenvolupat entre l'Argentina i Barcelona, ja que el 1976 s'hi va traslladar per raons polítiques, i això es reflecteix en tota la seva obra. Es va casar amb el fotògraf Humberto Rivas.

## Trajectòria artística
La seva trajectòria artística passa per estils abstractes i també per més figuratius, afegint un punt original i particular, que defineixen una artista que va evolucionar constantment. La seva carrera es divideix en diferents etapes:
Argentina. 1969-1974: La seva etapa inicial, quan comença a exposar a Buenos Aires, l'obra de l'artista té un caràcter màgic i realista a la vegada on mostra l'imaginari personal i les seves ombres més profundes .
 L'Exili, els primers anys a Barcelona. 1978 - 1981: Aquest fet provoca en l'obra de l'artista que s'incorporin nou temes i un sentiment de nostàlgia respecte al seu país d'origen, incorporant a les seves obres aspectes de la cultura argentina com el tango.
"Les troballes" 1982-1986: En aquesta etapa, gràcies a l'amistat que estableix amb el pintor, poeta i pedagog català Albert Rafols Casamada, va començar a descobrir el món de Cézanne i Matisse.
 "Desplaçaments" 1987-1992 És en aquesta etapa quan l'artista vol profunditzar en la seva expressió individual coneixent l'obra com per exemple d'Antoni Tàpies.
Descobriment de la Pell. 2000: Aquesta etapa marca un punt a part en la seva obra en el moment que produeix obres en les quals d'alguna manera vol deixar empremtes d'animals i fins i tot de persones. Aquesta etapa veiem una faceta molt interessant de l'artista en el sentit de deixar constància dels éssers vius que l'envolten. En aquesta etapa també trobem l'obra que esdevé un homenatge al desapareguts Argentins titulada La piel del Río.
Intermedi. 2002/Perdre el cap i Camins de llum 2003-2004: En aquest tres anys l'artista passa per una mena de transició en la seva obra en un primer moment fent obres senzilles que depuren d'alguna manera tota l'etapa anterior. Els dos anys següents veiem una etapa on vol buscar i representar les seves arrels i allò ocult. Una obra plena de motius molt particulars com el toro o el cavall. La intenció de l'artista és articular una iconografia ancestral i mítica que més endavant continuarà utilitzant.
"Malevos" 2006-2007: Va ser durant aquests anys on l'artista crea un estil una mica estrany i on el tractament formal de les obres apareixen element com la pasta i l'espàtula. A més sorgeixen uns temes que no s'havien donat abans en la seva obra com escenes de l'Últim sopar, la Crucifixió i la Pietat. Una altra cosa que incorpora són les seves figures femenines i masculines que en un moment determinat es confonen i passen a ser formes híbrides on el sexe d'aquestes no es pot arribar a identificar. D'alguna manera veiem en aquestes figures la relació que va tenir la seva trajectòria entre les ciutats de Buenos Aires i Barcelona.
Darrers Anys i Actualitat: En els darrers anys l'artista s'ha dedicat a diferents projectes artístics relacionats amb les arts visuals amb objectius pedagògics. Un d'aquest projectes més importants és el del Cavall de Troya que va recórrer els carrers de Barcelona.

## Exposicions individuals
- 1969:	Galeria el Taller. Buenos Aires.
- 1972:	Galeria Carmen Waugh. Buenos Aires.
- 1973:	Galeria Van Riel. Buenos Aires.
- 1974:	Galeria El Galpón. Santa Fé. 
 Fundacíon Lorenzutti. Buenos Aires.
- 1975:	Galeria Arte Nuevo. Buenos Aires.
- 1978:	Galeria Eude. Barcelona.
- 1980:	Galeria Arte Nuevo. Buenos Aires.
- 1981:	Galeria Ciento. Barcelona. 
 Klus Galleri. Zurich.
- 1982:	Manhattan en otoño Espai 10, Fundació Joan Miró. Barcelona.
- 1983:	Galeria Aele. Madrid.
- 1984:	Galeria Arte Nuevo. Buenos Aires. 
 Galeria Atica. Buenos Aires.
- 1986:	Galeria Arte Nuevo. Buenos Aires.
- 1987:	Galeria Julia Lublin. Buenos Aires. 
 Galeria Ciento. Barcelona.
- 1988: Galeria Fontana D'Or. Girona.
- 1991: Galeria Eude. Barcelona. 
 "Sombras del Arca" Museo de Zoología, dibuixos, gravats i llibre d'artista amb col·laboració del poeta José Carlos Catáneo. Barcelona.
- 1999: "Dejar la Piel" Espai Vau. Centre D'Art Santa Mónica. pintures, dibuixos, gravats i llibre de l'Artista amb col·laboració amb el poeta Arnau Pons. Barcelona.
- 2000: Oratori Romànico de Cardedeu. pinturas i serigrafíes.
- 2001: Galeria Palatina. Buenos Aires. 
 Galeria Antonio de Barnola. Barcelona.
- 2003: "Perder la Cabeza".Espai Guinovart. Barcelona.
- 2004: "Camins de Llum". Galeria Montcada. Barcelona.
- 2005: El Garraf muntanya i vent. Centre d'Investigació per a les Arts de Vallgrassa, Parc del Garraf, Barcelona.
- 2007: "Malevos". Fundación Vila Casas,Espai VolART, Barcelona.[4] 
 "Las olas del tiempo" pintures i instal·lació. Museo Nacional de Bellas Artes. Buenos Aires.[5]
- 2014: "Martín Fierro entra a Buenos Aires", Palau Robert.[6]
- 2016:El cant dels ocells al Museu de la Vida Rural de l'Espluga de Francolí.[7]
- [Cal actualitzar]

## Exposicions col·lectives (selecció)
- 1980:	Exposició Pintura Argentina a Tokio, Museo Nacional de Bellas Artes de Buenos Aires, Muestra Itinerante. 
 "Dibujo Argentino Contemporáneo" Colección Marcos Curi, Muestra Itinerante: Amèrica i Europa, Museo Nacional de Bellas Artes de Buenos Aires -Argentina. La Generación del 70, Museo de Arte Moderno de Buenos Aires."Pequeño Formato", Galeria Ciento. Dibuixos. Barcelona.
- 1981:	Realisme en España. Universitat Complutense de Madrid. 
 Premi Cáceres de Pintura, Cáceres. 
 Premi Banco del Acuerdo. Museo Nacional de Bellas Artes. Buenos Aires – Argentina.
- 1982:	ARCO Feria Internacional de Arte de Vanguardia, Dibuixos i pintures, Galeria Ciento. Madrid.
- 1983:	Confrontacions guanaydors "Premi Marcelo De Ridder", pintures i Dibuixos, Museo Nacional de Bellas Artes, Buenos Aires-Argentina. 
 Bienal Preliminar d'Art de Vanguardia. Zaragoza, Sevilla, Madrid, La Coruña, Bilbao i Barcelona. 
 "Identitats", Espai de la Caixa de Barcelona.
- 1992:	Congrés Internacional de la Llengua Catalana. Girona. 
 17 Autores, Tecla Sala, Hospitalet. 
 Gran Bretaña."Fertilitat" gravats, Museo Barbier Müller de Arte Precolombino. Barcelona.
- 1997: 30 Anys - Eina 1967 – 1997. Pintura. Centre d'Art Santa Mónica de Barcelona.
- 1999: "Metamorfosis de la mano" muestra colectiva itinerante; Mar del Plata, Buenos Aires, Rosario. Argentina.
- 2000: Bienal de Buenos Aires - Museo Nacional de Bellas Artes, pinturas, muestra Itinerante a Córdoba, Argentina.
- 2003: "Argentinos de Dos Mundos" pintures, Aranjuez, España.
- 2005: Mediterrart, comitiva de artistas catalanes al Parque Nacional de Cinque Terre, Italia.

## Premis i Beques
- 1972: Premi Francisco Romero, Beca a Italia, atorgada per l'ambaixada italiana i del Fons Nacional de les Arts. Buenos Aires.
- 1973: Premio Marcelo de Ridder. Pintura
- 1995: Beca Fundació Pollock-Krasner. New York USA.